# Neofidelia profuga
Neofidelia profuga är en biart som beskrevs av moure, Michener och > 1955. Neofidelia profuga ingår i släktet Neofidelia och familjen buksamlarbin. Inga underarter finns listade i Catalogue of Life.